# Frédérique Martin
Frédérique Martin (28 januari 1969) is een tennisspeelster uit Frankrijk.
In 1987 speelde Martin op Roland Garros in het damesdubbelspel en het gemengd-dubbelspel.